# إي تي (برنامج)
إي تي مختصر (Entertainment Tonight) هو برنامج ترفيهي يومي يتناول أحدث الأخبار العالمية العاجلة، بعض المقابلات واللقاءات، ما وراء الكواليس، وآخر الأخبار عن الأفلام والسينما العالمية ونجومها. يعرض بشكله الجديد منذ عام 2006 مترجم على قناة إم بي سي 4، تعرض النسخة العربية للبرنامج على قناة إم بي سي 1 تحت اسم إي تي بالعربي.

## عرض
- سي بي إس العرض الرئيسي
- mbc4 مترجم

## روابط خارجية
- أنترتانمنت تونايت على موقع IMDb (الإنجليزية)
- أنترتانمنت تونايت على موقع ميتاكريتيك (الإنجليزية)
- أنترتانمنت تونايت على موقع كينوبويسك (الروسية)
- أنترتانمنت تونايت على موقع قاعدة بيانات الفيلم (الإنجليزية)